# Virginie Cueff
Pour les articles homonymes, voir Cueff.
Virginie Kerdraon, née Cueff le 18 juin 1988 à Gouesnou (Finistère), est une coureuse cycliste française spécialiste de la piste. Elle a été plusieurs fois championne de France en vitesse (2013, 2014, 2015), 500 mètres (2014, 2015) et keirin (2014, 2015) et a représenté la France aux Jeux olympiques de 2012 et 2016.

## Biographie
Virginie Cueff pratique le cyclisme à partir de l'âge de six ans. Elle a fréquenté les entraînements de l'école de cyclisme au BIC 2000.
En 2005, elle intègre le pôle France de l’INSEP à Paris après avoir obtenu une quatrième place en scratch aux Championnats du Monde juniors.  
Elle annonce mettre un terme à sa carrière à l'issue des Jeux olympiques de 2016, et rejoint le monde de la finance.
Elle se marie en septembre 2016, elle travaille au Crédit Agricole du Finistère. Elle a une fille Louise, née en juillet 2019 et un garçon prénommé Léon en octobre 2022. 
Elle reçoit le prix de la distinction de la Ville de Gouesnou en 2015

## Palmarès

### Jeux olympiques
- Londres 2012
  - 6e de la vitesse par équipes (avec Sandie Clair)
  - 15e de la vitesse individuelle
- Rio 2016
  - 6e de la vitesse par équipes (avec Sandie Clair)
  - 12e de la vitesse individuelle
  - 17e du keirin

### Championnats du monde
- Melbourne 2012
  - 7e de la vitesse individuelle
  - 17e du 500 mètres
- Minsk 2013
  - 8e de la vitesse individuelle
- Cali 2014
  - 5e de la vitesse par équipes
  - 10e du keirin
  - 11e de la vitesse individuelle
- Saint-Quentin-en-Yvelines 2015
  - 6e du 500 mètres
  - 14e de la vitesse individuelle
- Londres 2016
  - 7e de la vitesse par équipes
  - 10e du keirin
  - 11e de la vitesse individuelle[4]

### Coupe du monde
- 2006-2007
  - 3e de la vitesse par équipes à Sydney
  - 3e de la vitesse par équipes à Moscou
- 2007-2008
  - 2e de la vitesse par équipes à Los Angeles
  - 3e de la vitesse par équipes à Sydney
- 2010-2011
  - 3e de la vitesse par équipes à Cali
  - 3e du keirin à Cali
- 2011-2012
  - 2e de la vitesse à Cali
  - 3e du keirin à Cali
- 2012-2013
  - 3e du keirin à Cali

### Championnats d'Europe
| Édition / Épreuve                | 500 mètres | Keirin | Vitesse individuelle | Vitesse par équipes    | Scratch |
| Athènes 2006 (juniors)           | Bronze     |        | Argent               |                        | Argent  |
| Cottbus 2007 (espoirs)           | Bronze     |        |                      |                        |         |
| Pruszków 2008 (espoirs)          |            |        |                      | Or (avec Sandie Clair) |         |
| Minsk 2009 (espoirs)             | Argent     |        | Bronze               | Or (avec Sandie Clair) |         |
| Saint-Pétersbourg 2010 (espoirs) | Bronze     | Argent | Argent               | Or (avec Sandie Clair) |         |
| Apeldoorn 2013                   |            | Bronze |                      |                        |         |
| Granges 2015                     |            | Argent |                      |                        |         |

### Championnats de France
- 2006
  -  Championne de France de vitesse juniors
- 2008
  - 2e du 500 mètres
  - 3e de la vitesse
  - 3e du scratch
- 2009
  - 2e de la vitesse
  - 3e du 500 mètres
- 2010
  - 3e du 500 mètres
  - 3e de la vitesse
  - 3e du scratch
- 2011
  - 3e du 500 mètres
  - 3e de la  vitesse
- 2012
  - 2e de la  vitesse
  - 2e du keirin
  - 3e du 500 mètres
- 2013
  -  Championne de France de vitesse
  - 2e du 500 mètres
- 2014
  -  Championne de France du 500 mètres
  -  Championne de France de vitesse
  -  Championne de France du keirin
- 2015
  -  Championne de France du 500 mètres
  -  Championne de France de vitesse
  - 2e du keirin

### Autres
- 2011
  -  Médaillée de bronze de la vitesse à l'Universiade d'été